# 魚津歴史民俗博物館
魚津歴史民俗博物館（うおづれきしみんぞくはくぶつかん、Uozu Museum of History and Folklore）は、富山県魚津市小川寺字天神山にある公立博物館。全国歴史民俗系博物館協議会、富山県博物館協会会員。

## 概要
魚津市にある、戦国時代に松倉城の支城の一つである天神山城があった、標高163mの天神山中腹に1972年（昭和47年）7月10日に着工、1973年（昭和48年）3月25日に竣工し、同年10月23日、「魚津市立歴史民俗資料館」として開館。1974年（昭和49年）2月12日には富山県博物館の登録を受けた。
1978年（昭和53年）12月25日には別館が増築された。
隣接地の「吉田記念魚津市立郷土館（現 吉田記念郷土館） 」は、1986年（昭和61年）7月に着工し、1987年（昭和62年）10月1日に開館。
1992年（平成4年）4月1日に、現在ある「歴史民俗資料館」、隣接する「吉田記念郷土館」、「旧 沢崎家住宅」の3つの施設を総称して現在の名称に変更した。
魚津市の歴史の紹介や農・林・漁業で使用していた道具、工具、民俗資料などを展示している。なお12月〜翌年3月は冬季休館となる。
当初は魚津市の公共施設の見直しに伴い、2020年度から児童の遠足時などのみの開館とする予定としていたが、これ以降も通常開館を続けていた。なお、2021年12月には歴史民俗博物館の地権者から敷地賃貸借契約が満了する2023年度の返還が求められたことから、小学校跡地への機能集約などを検討していることが明らかになった。その後、2029年度を目標に小学校跡地などに機能集約することが明らかになった。
これに先立ち、2022年度に歴史民俗資料館の収蔵品を吉田記念郷土館や市内で借りる民間施設に移設して保存管理する。併せて資料データのデジタル化を実施する。歴史民俗資料館は2023年度に解体される予定となった。これに伴い、歴史民俗資料館は2022年（令和4年）8月22日を以て休館となる。なお、吉田記念郷土館と旧沢崎家住宅は引き続き開館する。

## 施設

### 歴史民俗資料館
本館と別館からなり、1973年（昭和48年）10月23日、魚津市立歴史民俗資料館（現 本館）として開館。1978年（昭和53年）12月25日に別館を増築。
敷地面積: 10,243m2、建物: 本館 鉄筋コンクリート造、地上1階建・別館 鉄骨造、地上2階建、建築面積: 462m2、延床面積: 622m2（本館 334m2・別館 288m2）。本館には民芸・生活用品展示室、別館には農漁業展示室となっている。
- 江戸時代から昭和初期ごろまでの農・林・漁業で使用していた道具、工具、生活用具などの民俗史料の展示。
  - 展示されている農具、漁具、生活用具は、1975年（昭和50年）7月30日に魚津市の有形民俗文化財に指定されている。
- 毎年魚津市小川地区で行われている小川寺の獅子舞（富山県指定無形民俗文化財）で使用される獅子頭及び面、計5点の展示。
  - いずれも桐を使用した獅子頭、天狗面、アネマ面（各1点）、ババ面（2点）で、1980年（昭和55年）7月3日に魚津市の有形民俗文化財に指定されている。
- 魚津の伝統工芸である魚津漆器の紹介、史料の展示。
- 魚津市の名誉市民で、テレビジョン研究において第一人者である川原田政太郎の資料展示、同氏がモデルとなった、NHKの朝の連続テレビ小説「凛凛と」の紹介、5/1のミニチュアセットの展示。
- 神明社（現 魚津神社）の祭礼で大正時代まで行われていた、子供歌舞伎曳山の紹介と、曳山の一部である欄干などの展示。

### 吉田記念郷土館
吉田工業株式会社（現 YKK）の創業地であることから、YKKが魚津市に社会教育施設建設のために3億円の寄付をし、資料館の展示スペースの拡張も兼ねて1986年（昭和61年）7月に着工、1987年（昭和62年）10月1日、吉田記念魚津市立郷土館として開館した。
敷地面積: 10,000m2、建物: 鉄筋コンクリート造、地上4階建、建築面積: 575m2、延床面積: 1,670m2。2階に常設展示室、3階に特別展示室、4階が展示室および展望台。
- 魚津市内の遺跡から発掘された土器などの考古資料や、歴史史料の展示。
- 松倉城、松倉城の支城であった魚津城、天神山城の歴史、魚津城の戦いの紹介と、魚津城周辺復元模型図などの展示。
- 魚津で創業したYKKの歴史等の紹介（4階）[13]。

また、企画展を特別展示室で開催するほか、4階は展望室になっており、魚津市街、富山湾、遠く能登半島を望むことができる。

### 旧 沢崎家住宅
江戸時代の安政年間、平沢地区に建築され、1973年（昭和48年）に当時の家の当主が魚津市に寄贈したことを受けて、同年9月30日に当地に移築された。1985年（昭和60年）5月3日には屋根のふき替えと骨組みの修理が行われた。
- 江戸時代の山村の名残を残している間口 6間（約10.8 m）、奥行 3.5間（約6.3 m）の民家であり、屋根は合掌組の入母屋造の茅葺きで、玄関を入ると「ニワ」と呼ばれる土間があり、室内は「オイ」と呼ばれる囲炉裏がある広間、座敷、寝間（寝室）がある広間型住居である。大黒柱をはじめとする6本の柱とヒラモン、ハリなどにより頑丈に組み立てられており、天井にはササタケの竹すのこが使用されているため、県内で珍しくほぼ建築当時のまま保存されている[15][16]。
- 天神山へ移築される前は、馬屋や五右ヱ門風呂があった[17]。
- 1974年（昭和49年）7月1日に、富山県の有形文化財（建造物）に指定されている[2]。
- 2007年（平成19年）1月より保存修理工事に着手し、約1年8か月かけて屋根の萱葺を全面的に葺き替えた他、外壁の土壁を一部塗り替えた[14]。2008年9月に完工[16]。

### その他
- 青山佐渡守、豊後守父子の墓（魚津市史跡） - 元は住吉地内にあったが、1976年（昭和51年）3月に資料館横に移転[18][1]。
- 大翼の句碑 - 1821年（文政4年）春に門人によって建てられ、吉島地内の相順寺にあったが、1977年5月、資料館地内に移設[18]。
- 木炭焼かま - 1974年（昭和49年）9月30日に建設[18]。

### 施設情報
開館時間9時 - 17時 入館は16時30分まで
休館日毎週月曜日（祝日・振替休日の場合は翌日）、12月1日〜翌年3月31日（冬季休館、1994年時点）→11月1日〜翌年3月31日（2021年時点）
入場料無料（2001年（平成13年）4月1日以降、それまでは入館料（一般200円、小中学生100円など）を徴収していた）

## 交通
- 鉄道
  - あいの風とやま鉄道線 魚津駅よりタクシーで約10分[19]
- 道路
  - 北陸自動車道 魚津ICから約7分[19]